# Judaización de la Galilea

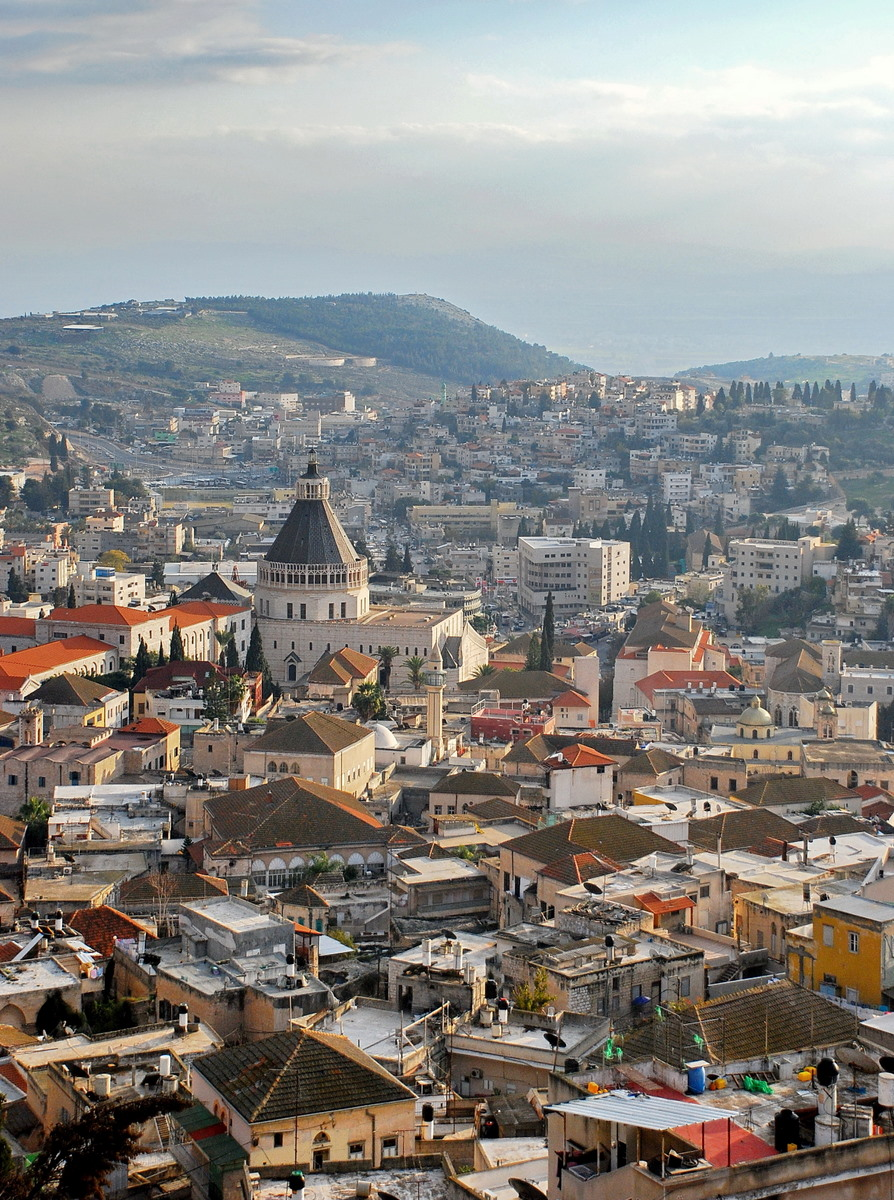
Nazaret, en la Baja Galilea.

La judaización de la Galilea (en hebreo: ייהוד הגליל‎, romanizado: Yehud ha-Galil; en árabe: تهويد الجليل‎, romanizado: tahweed al-jalīl) es una política del gobierno israelí y de entidades privadas asociadas a este que tiene como objetivo incrementar la población y las comunidades judías en la Galilea, una región dentro de Israel cuya población es mayoritariamente árabe.

## Contexto
Cuando el Mandato británico de Palestina tocó a su fin y las tropas británicas se retiraron a mediados de mayo de 1948, la guerra civil que ya estaba teniendo lugar entre las comunidades judías y árabes evolucionó hacia la Guerra árabe-israelí de 1948, cuando los judíos del antiguo mandato proclamaron la Declaración de Independencia de Israel y los ejércitos de Egipto, Irak, Jordania, Líbano y Siria traspasaron las fronteras del Mandato británico de Palestina. El Plan de Partición de Palestina, recogido en la resolución 181 II de la Asamblea General de las Naciones Unidas en 1947, preveía la creación de un estado judío y otro árabe separados, con la Galilea Occidental emplazada en el Estado árabe. Sin embargo, a la conclusión de una guerra que causó la expulsión o huida de más de 700.000 árabes (dos tercios del total de la población) y la llegada de otros tantos judíos expulsados de países árabes o musulmanes, los acuerdos de armisticio dejaron a la Galilea del lado israelí, si bien todavía estaba mayoritariamente habitada por árabes.
La independencia de Israel supuso un cambio en las prioridades del movimiento sionista, que pasaron de asegurar una base territorial segura para los inmigrantes judíos (muchos de los cuales huían de la persecución en Europa) a la creación de comunidades judías viables en el nuevo Estado creado y a la reunión y asimilación de los exiliados (mizug galuyot). Para ello se promulgó un nuevo cuerpo jurídico apoyado en leyes como la Ley del Retorno, que garantizaba la nacionalidad israelí a todos los inmigrantes judíos que se asentasen en Israel; y las Leyes de Propiedad Ausente, que determinaban la expropiación de las propiedades de los refugiados palestinos que habían huido o habían sido expulsados del país durante la guerra de 1948, que pasaban a ser gestionadas por un Custodio de la Propiedad Ausente, quien a su vez las distribuía entre los nuevos inmigrantes judíos. Esta última ley creó la figura jurídica de los "presentes ausentes", palestinos que no habían huido del país pero que seguían siendo considerados "ausentes" a efectos legales, perdiendo así el derecho de propiedad sobre sus bienes.
Según Oren Yiftachel, la judaización es una política a nivel nacional entre cuyos objetivos destacan impedir el regreso de los 750.000 refugiados palestinos exiliados tras la guerra de 1948 y ejercer un control judío sobre el territorio israelí que todavía incluía a un 13% o 14% de la población árabe que había permanecido allí tras la guerra. La judaización también ha supuesto la expropiación de tierras a sus propietarios árabes y su posterior transferencia a judíos; la demolición y desaparición de barrios, pueblos y ciudades árabes cuyos habitantes fueron expulsados o huyeron ante el avance de las tropas judías tanto en la guerra árabe israelí de 1948 (en un proceso conocido como la Nakba) o en la Guerra de los Seis Días de 1967; las restricciones al desarrollo de las ciudades de población mayoritariamente árabe paralelas al estímulo del crecimiento de centros industriales y urbanos judíos; el cambio de topónimos en árabe por otros en hebreo; y la manipulación de las circunscripciones electorales para asegurar un dominio judío en las urnas. Las dos principales regiones de Israel sujetas al proceso de judaización son el Néguev y la Galilea.

## Historia de su implementación

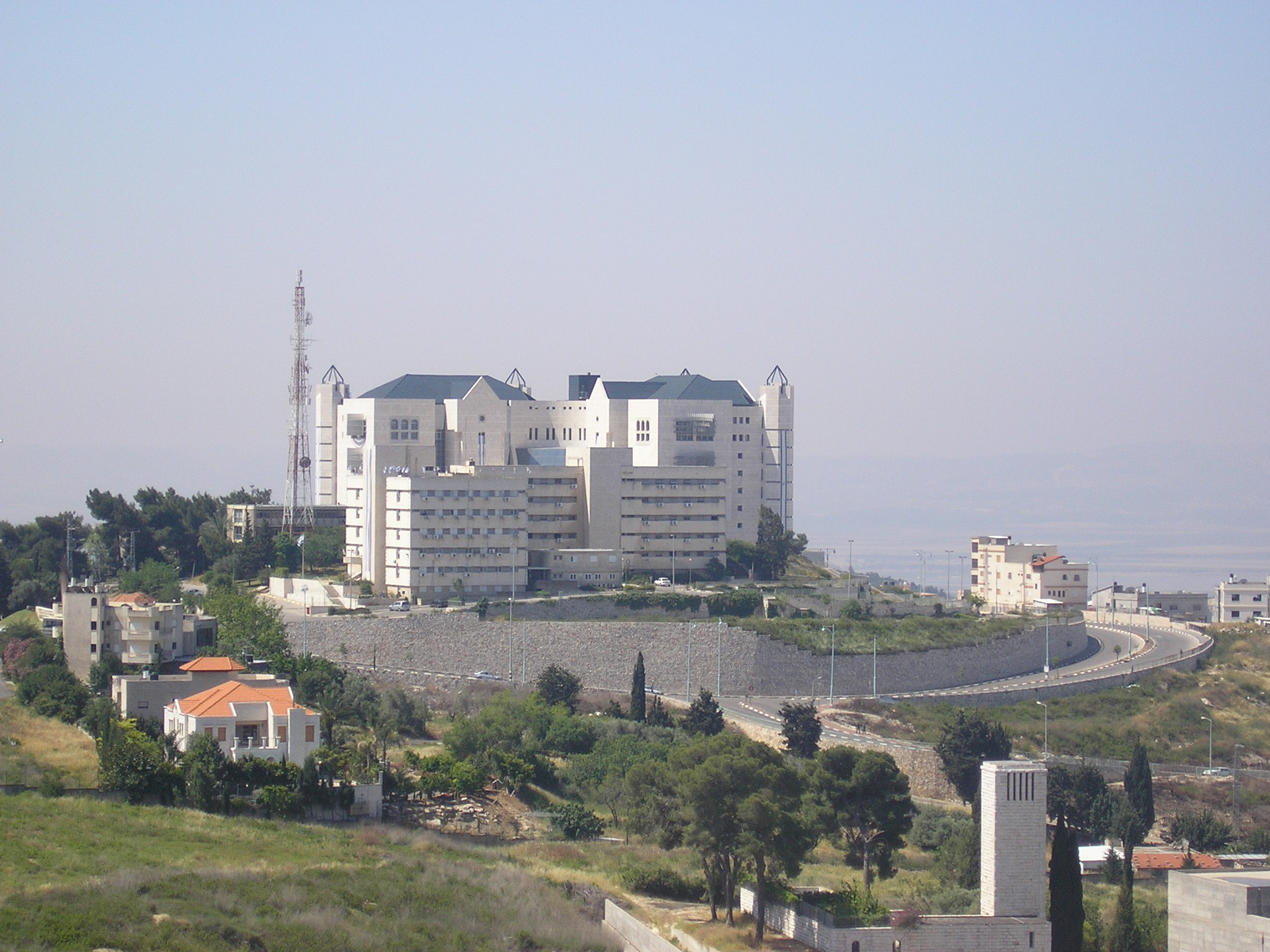
Nazaret Illit, ciudad judía nacida como parte de la judaización de la Galilea.

La política de «judaización de la Galilea» fue aprobada por primera vez por el consejo de ministros israelí en marzo de 1949. A comienzos de los años cincuenta, la Agencia Judía, el ejército israelí y el Ministerio del Interior coordinaron sus esfuerzos para incrementar el número de judíos que vivían en la Galilea. Entre los principales defensores del proyecto estaban Yosef Nahmani y Yosef Weitz, quienes destacaron la necesidad de crear una mayoría judía en la Galilea para reducir «la amenaza árabe» e impedir la formación de «un centro de nacionalismo árabe dentro del estado judío».
Entre las medidas adoptadas para desarrollar el proyecto y poblar la Galilea con una mayoría de judíos estuvo la Ley de Expropiación de Tierras de 1953, que resultó en la expropiación de 1.220.000 dunams (1.220 kilómetros cuadrados) de terrenos pertenecientes a ciudadanos árabes de Israel durante su primer año de implementación.
Yosef Nahmani había solicitado prestar especial atención al asentamiento de judíos en la ciudad de Nazaret mediante una carta al primer ministro David Ben Gurion en 1953. En el segundo semestre de 1954, el Ministerio de Defensa aumentó su papel en los planes de asentamiento de judíos en la Galilea mediante el Departamento de Desarrollo de la Galilea, que entre otras cosas se encargó de la expropiación de unos 600 dunams de tierras de la ciudad mayoritariamente árabe de Nazaret para la creación de una nueva ciudad judía denominada Nazaret Illit (Alta Nazaret), fundada por el gobierno ese mismo año. Otro ejemplo en la implementación de esta política fue la creación de la ciudad judía de Carmiel en terrenos expropiados a tres pueblos árabes en 1962. Tanto Nazaret Illit como Carmiel pasaron a funcionar como capitales regionales judías en la zona.
Un motivo adicional para la adopción de esta política de judaización fue, según David McDowall, «para asegurar que no se podría debatir seriamente en las Naciones Unidas la devolución de estas tierras a un estado árabe». Hacia 1964, había más de 200 asentamientos judíos en el Distrito Norte de Israel, mientras que en la propia Galilea, a raíz de un intensivo programa de asentamiento judío, la población judía suponía ya la mitad más que la palestina.
Para atraer inmigración judía a las zonas designadas para el proceso de judaización, se destinaron numerosos recursos públicos a ofrecer incentivos en forma de exenciones fiscales, subsidios sobre terrenos y casas, préstamos a bajo interés y ayudas con el alquiler. Se ofrecieron también subvenciones directas y se desarrollaron infraestructuras regionales para apoyar a los nuevos municipios judíos establecidos.

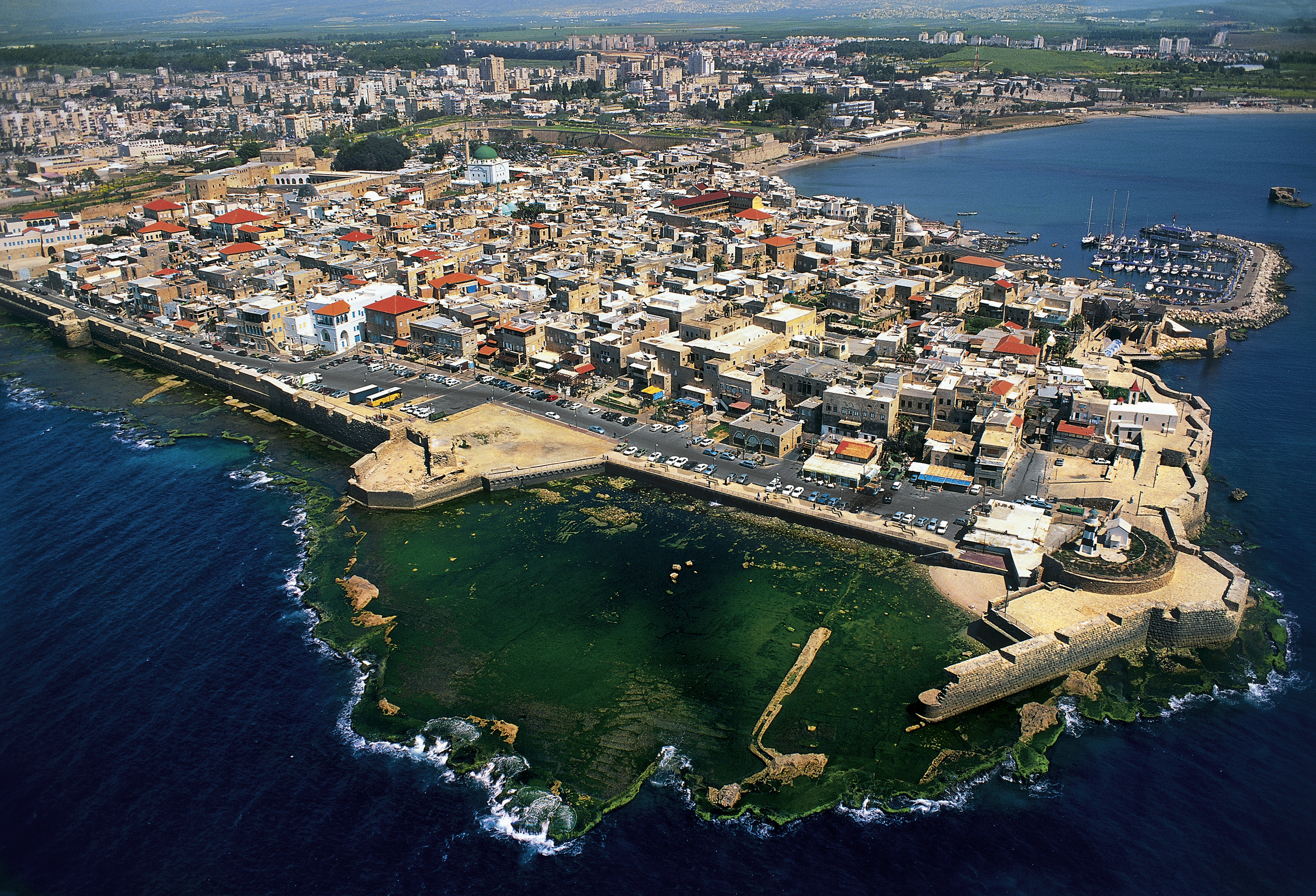
Acre, ciudad costera de la Galilea.

La implementación del proyecto en los años setenta supuso nuevas expropiaciones de tierras a ciudadanos árabes de Israel por parte del Estado, todo ello anunciado explícitamente bajo el lema Yehud Ha’Galil” («Judaización de la Galilea») en febrero de 1976. El ministro de agricultura israelí explicitó que el objetivo de dicho plan era alterar la naturaleza demográfica de la Galilea para crear una mayoría judía allí, y que se llevaría a cabo construyendo pequeñas comunidades judías entre aldeas palestinas para detener la contigüidad territorial árabe en la zona. El anuncio de estas nuevas expropiaciones provocó una huelga general y manifestaciones en las zonas de mayoría palestina de Israel. Seis personas murieron a causa de los disparos de la policía y muchos más resultaron heridos o arrestados por las fuerzas de seguridad del Estado. Los palestinos de todo el mundo, y en especial los que viven en Israel, conmemoran estas muertes anualmente en el llamado Día de la Tierra.
A mediados de los setenta «estaba claro que el intento de asentamiento judío en la Galilea era un fracaso». Israel Koenig, autor del Memorándum Koenig, renovó las llamadas a una judaización de la Galilea en 1977. El Instituto Internacional para el Medio Ambiente y el Desarrollo afirma que el crecimiento continuo de la población árabe de Israel y su continua posesión de tierras eran motivo de consternación para Koenig, quién defendía adoptar medidas para obligarles a dejar el país.
Los esfuerzos de judaización de la Galilea continuaron. En los años ochenta, los mitzpim, o pequeñas comunidades judías construidas entre aldeas palestinas, pasaron de 26 en 1981 a 52 en 1988. También se desarrollaron ciudades judías en la zona, como Nazaret Illit, Ma’alot, Migdal HaEmek y Carmiel. Hacia mediados de los años noventa, estos programas de judaización habían cambiado significativamente la demografía de la Galilea (y del Néguev), si bien el corazón de la Galilea todavía tiene un 72% de su población de origen árabe. Un mapa de planificación de la Galilea de 1995 redactado por el Panel de Planificación Regional y filtrado a la prensa, pedía explícitamente la judaización mediante el aumento de asentamientos judíos allí distribuidos «de tal manera que interrumpirían cualquier continuidad geográfica palestina».
Assaf Adiv afirma que aunque el gobierno ha evitado desde el comienzo de la Segunda Intifada el uso del término «Judaización» para describir sus políticas de desarrollo judío en la Galilea, la política del gobierno ha seguido siendo promover los asentamientos judíos en la Galilea. A comienzos del siglo XXI también aumentaron los esfuerzos por judaizar Acre, una de las principales ciudades de la Galilea. Una comunidad de sionistas religiosos llamada Garin Torani (el núcleo de la Torá) se asentó en la ciudad con el objetivo de judaizarla. Ya en 2003, cuando el entonces alcalde de la ciudad, Shimon Lankri, tomó posesión de su cargo, comenzó a hablar de «judaizar Acre» y construyó allí la mayor yeshivá de todo el norte de Israel.
Los planes para judaizar la Galilea continúan en la década de 2020. De hecho, en junio de 2023, el gobierno israelí dio su visto bueno a un plan para «salvar el asentamiento judío en la Galilea». Para ello, expandirá una polémica ley que permitirá a las localidades decidir quién puede vivir en ellas, ignorando así una decisión del Tribunal Supremo que prohibía  que las comunidades residenciales alquilasen sus tierras solo a los judíos. El parlamentario de origen palestino Ahmad Tibi denunció que los ciudadanos árabes están vedados de más de 900 comunidades en todo Israel. Además, el gobierno otorgará subsidios a la compra de suelo o al cuidado de niños para las comunidades que sufran «dificultades demográficas o de seguridad». La ministra israelí de Asentamientos y Misiones Nacionales, Orit Strock, dejó claro que las comunidades árabes «no sufren esas dificultades», afirmación calificad de racista por Tibi. La propia Strock declaró que «los asentamientos rurales, que se establecieron intencionadamente para expropiar la tierra y judaizar la Galilea, están desapareciendo debido al alza de los precios de los terrenos».
Por otro lado, en 2021, una de las principales asociaciones responsables de la construcción de asentamientos ilegales en Cisjordania comenzó a hacer lo propio en la Galilea. El primero de ellos fue bautizado como Ramat Arbel y, a pesar de estar emplazado en terrenos de uso agrícola, no ha sido desalojado y recibe un amplio apoyo del gobierno. En la actualidad, la mayor parte de la población de la Galilea es de origen árabe, representando los judíos el 47% en 2006. En la Baja Galilea, el porcentaje es de 61,3% de árabes por 38,7% de judíos; en la central, los árabes llegan a ser el 75%; en cambio, en la oriental, los judíos son en torno al 100%, mientras que en la occidental, estos llegan al 80%.

## Comunidades mixtas

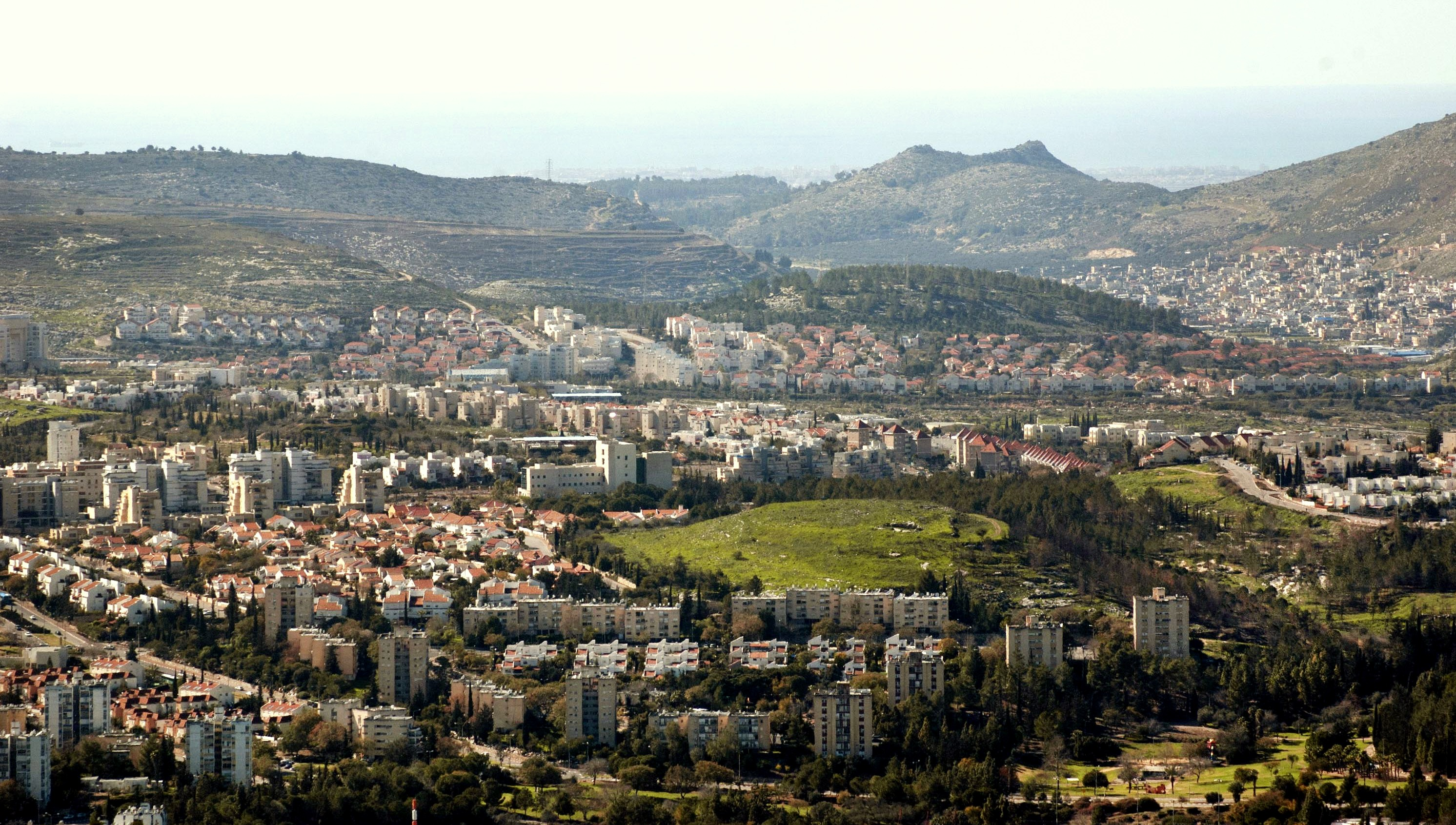
Carmiel, otra ciudad judía nacida como parte del proyecto de judaización de la Galilea.

Un efecto inesperado de los esfuerzos del gobierno para atraer población judía a la Galilea ha sido el crecimiento de comunidades mixtas judías-árabes. «Los esfuerzos por judeizar la Galilea han tenido un efecto paradójico», escribe Meiron Rapaport en Haaretz. «Los judíos que prosperan está dejando las ciudades del norte... y en su lugar vienen árabes». Aunque el gobierno construyó viviendas en las ciudades cuyo objetivo era el asentamiento judío, los judíos no emigraron a la región como se esperaba. Mientras tanto, los árabes, cuyas opciones de vivienda estaban cada vez más limitadas por las restricciones al desarrollo de sus propias ciudades, compraron viviendas en las ciudades judías. A día de hoy hay una importante población árabe en varias ciudades de reciente creación en la Galilea, incluidas Nazaret Superior (aproximadamente un 20%) y Carmiel (un 10%).
Sin una política orientada a la integración por parte del gobierno, los consejos regionales han tenido que arreglárselas ellos solos para tratar los problemas y las oportunidades que se han presentado. Los funcionarios municipales del consejo regional de Menashe, en la baja Galilea, asisten a cursos de árabe para poder proporcionar servicios a los residentes árabes; el consejo regional de Misgav como un objetivo de desarrollo la «cooperación entre todos los sectores...judíos y árabes», aunque las relaciones entre judíos y árabes no están carentes de problemas.
Ante el vacío creado por la inacción del gobierno israelí, las organizaciones no gubernamentales (ONGs) han asumido un papel primordial en los programas para el desarrollo y en la exigencia de políticas de desarrollo del gobierno. «Es vital reconocer que el Israel de hoy en día es un país mixto. Las políticas que apuntan a mejorar la naturaleza de las relaciones entre judíos y árabes en las regiones y ciudades mixtas son de primordial importancia para el futuro del Estado."